# Lazo (accesorio del gaucho)

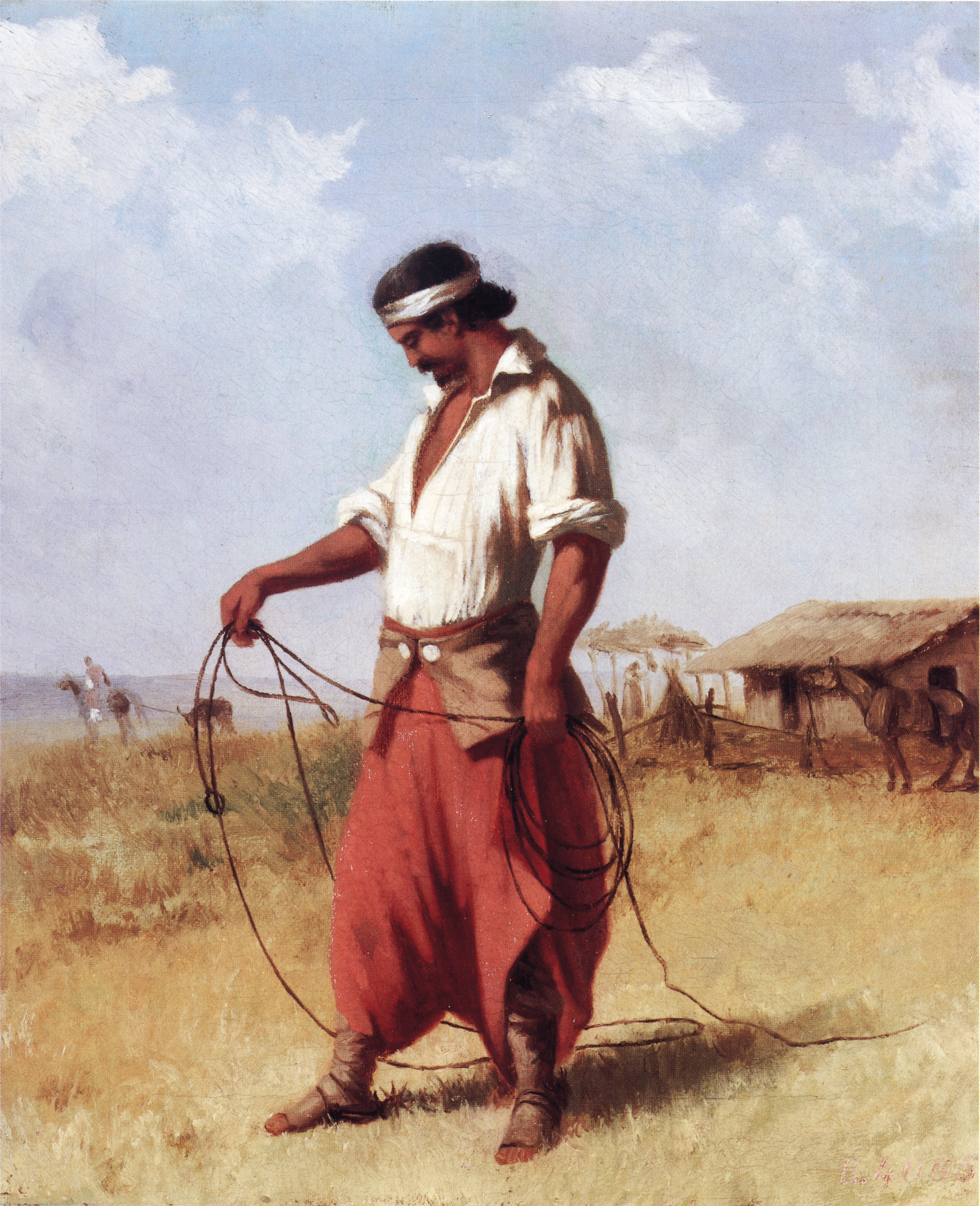
Gaucho tomando un lazo en la pintura El lazo de Juan Manuel Blanes.

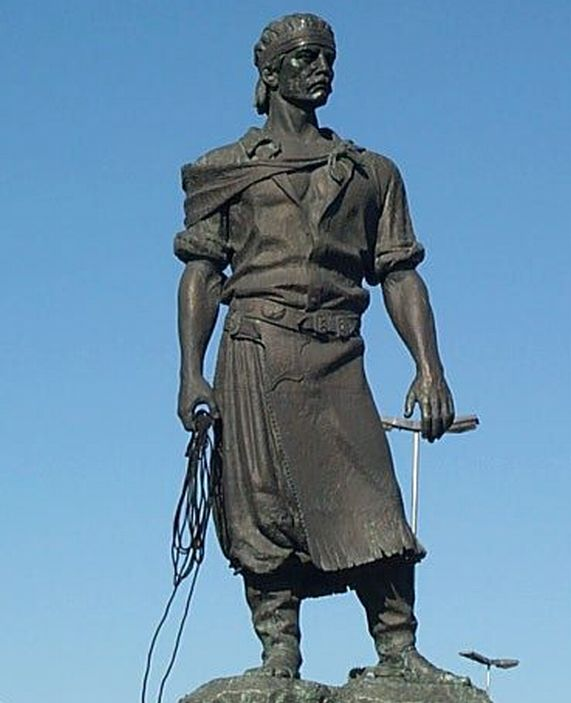
Estatua del lazador, símbolo oficial de la ciudad de Porto Alegre, Brasil. Obra de Antônio Caringi para la cual Paixão Côrtes sirvió de modelo en 1954.

El lazo es una trenza de cuero crudo de bastante longitud, que cuenta con una argolla de metal, o cuero en los utilizados en la Provincia de Salta, en uno de sus extremos, por donde se pasa la soga, formando una traba corrediza, y una presilla en el otro extremo, para asegurarlo a la asidera de la cincha. Se utiliza ahora como  antaño para enlazar por los pies y por la cabeza reses de todo tipo de ganado con el fin  de voltearlas para vacunarlas, curarlas, marcarlas (en la yerra), etc., como así también para juegos, como defensa, y como herramienta de uso general. 
Generalmente se usa el cuero de vaca por su fácil obtención, siendo los más resistentes los de guanaco y los de burro; se fabrican por lo general con 1, 2 o 3 tientos torcidos, o 4,6 u 8 trenzados, por lo general de vuelta redonda, aunque en la Provincia de Santiago del Estero se hacen a veces de sección semicircular.
La soga tiene normalmente dos porciones (exceptuando los ¨lazos chilenos¨, torcidos de un tiento), una más larga, que tiene la presilla en su extremo, y otra, (la yapa) de dos o tres brazadas de largo, trenzada con dos tientos más que el resto del lazo, que es la que pasa por la argolla, que está atada en su extremo, es más gruesa ya que debe aguantar mayor fricción que el resto del lazo.
La presilla suele hacerse torcida de dos tientos, con boton de 4, aunque se ven también trenzadas de hasta 20 tientos. En Salta se hace a veces con los mismos tientos del lazo, en lugar de hacerla aparte y atarla mediante una ligadura. En los lazos sureros y litoraleños suele ser grande y puede abarcar todas las vueltas del lazo enrollado, en el norte es pequeña y fácil de desprender. Es ex profeso la pieza más débil del lazo, ya que es la más fácil de reponer si se corta.
Los lazos salteños fueron reputados de ser más fuertes y mejor trenzados que los de otras regiones, en esta provincia se prefieren los trenzados en el departamento de Guachipas, en el departamento de Molinos son famosos también los trenzados en Tomuco (un paraje de este departamento).